# Toijala

Wappen von Toijala

Toijala [ˈtɔi̯jɑlɑ] ist eine ehemals selbstständige Stadt in der Landschaft Pirkanmaa im Westen Finnlands. Seit 2007 gehört sie zur Stadt Akaa.

## Lage und Geschichte
Toijala liegt am Ufer des Vanajavesi-Sees im Süden der Landschaft Pirkanmaa. Der Ort ist neben Viiala und Kylmäkoski eines von drei Siedlungszentren (taajama) von Akaa und Sitz der Stadtverwaltung. Toijala war bereits im Mittelalter das Kirchdorf des Kirchspiels Akaa. 1946 wurde die Gemeinde Akaa aufgelöst und Toijala zu einem eigenständigen Marktflecken (kauppala) erhoben. Der Rest des Gemeindegebiets wurde zwischen den Gemeinden Viiala, Kylmäkoski und Sääksmäki aufgeteilt. 1977 erhielt Toijala das Stadtrecht. 2007 fusionierte Toijala mit der Gemeinde Viiala zur Stadt Akaa.
Die Stadt Toijala hatte eine Fläche von 58,5 Quadratkilometern (davon 7,5 Quadratkilometer Binnengewässer) und 2006 8.419 Einwohner. Die Stadt ist finnischsprachig.

## Verkehr
Im Bahnhof Toijala kreuzen sich die Bahnstrecken Helsinki–Tampere und Turku–Tampere. Die Staatsstraße 3 von Helsinki über Tampere nach Vaasa führt an Toijala vorbei und ist in diesem Streckenabschnitt als Autobahn ausgebaut.

## Wirtschaft
In Toijala befindet sich die größte Fabrik für Mämmi, eine zur Osterzeit gegessene finnische Speise. 2005 wurde in Toijala die Weltmeisterschaft im Mämmi-Wettessen veranstaltet.

## Sehenswürdigkeiten
Sehenswert ist die Holzkirche aus dem Jahr 1817, eine mittelalterliche Sakristei, die um 1510 als erster Bauabschnitt einer geplanten, aber unvollendet gebliebenen Steinkirche entstand, sowie ein Eisenbahn- und ein Tapetenmuseum.

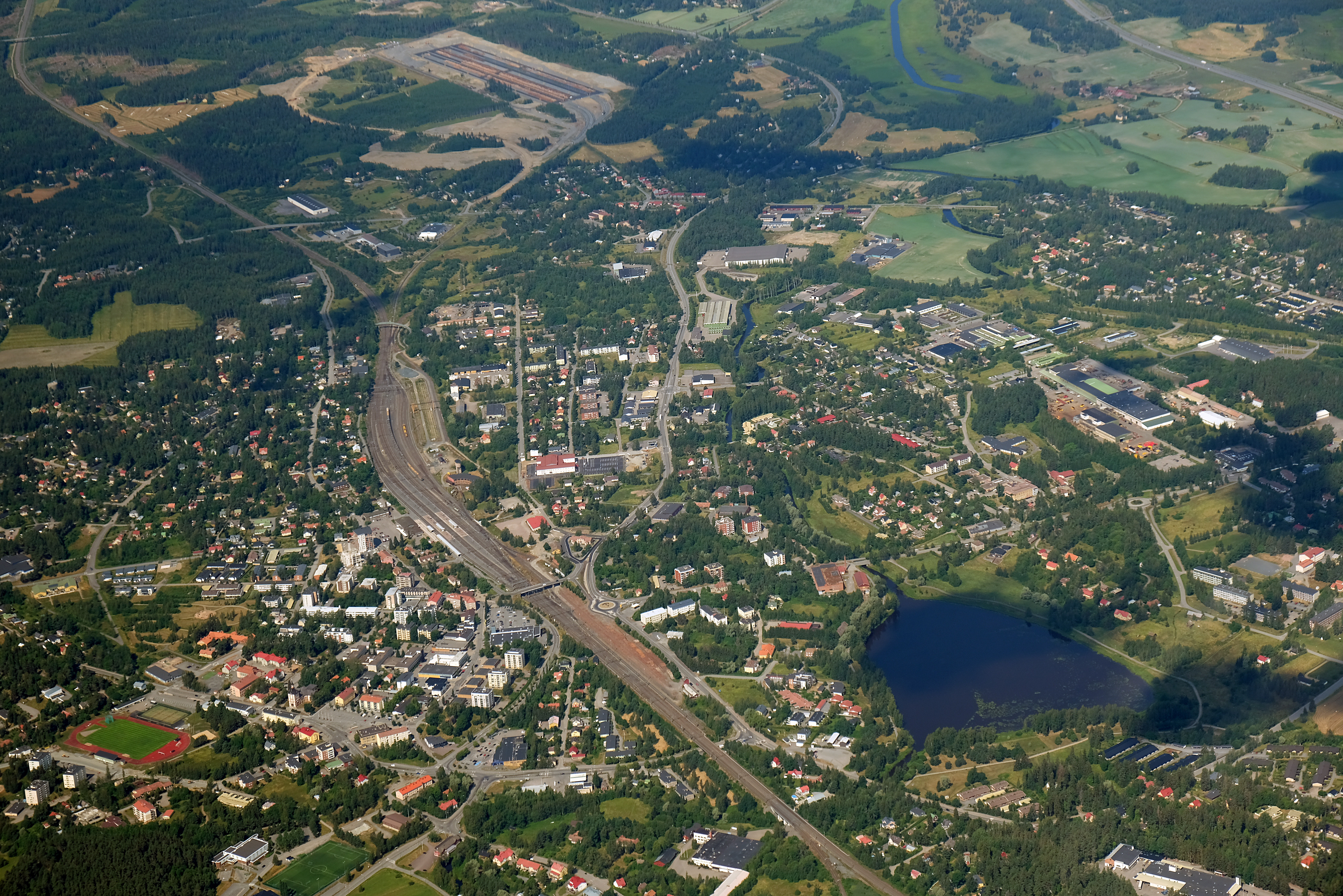
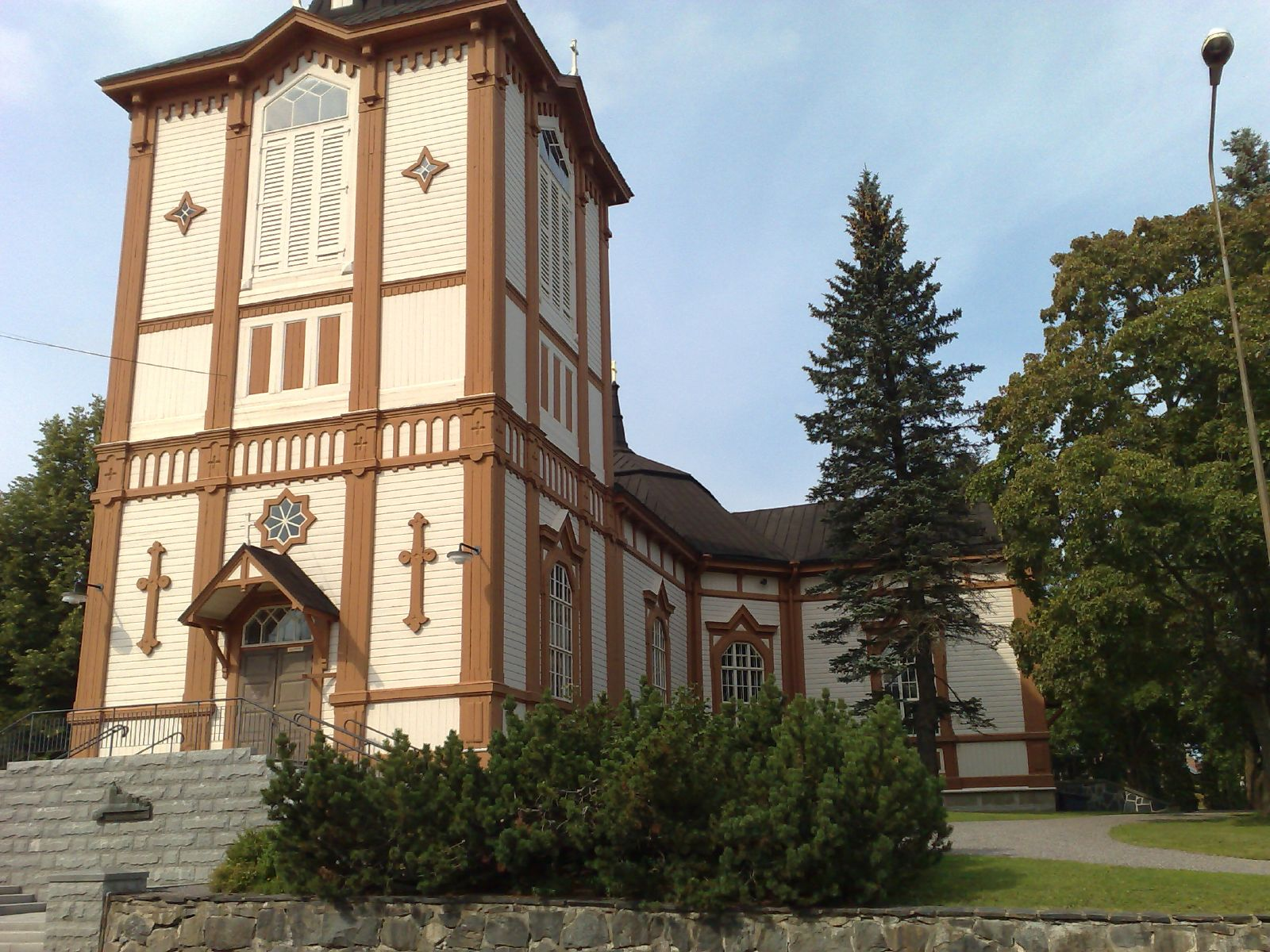
Kirche von Toijala
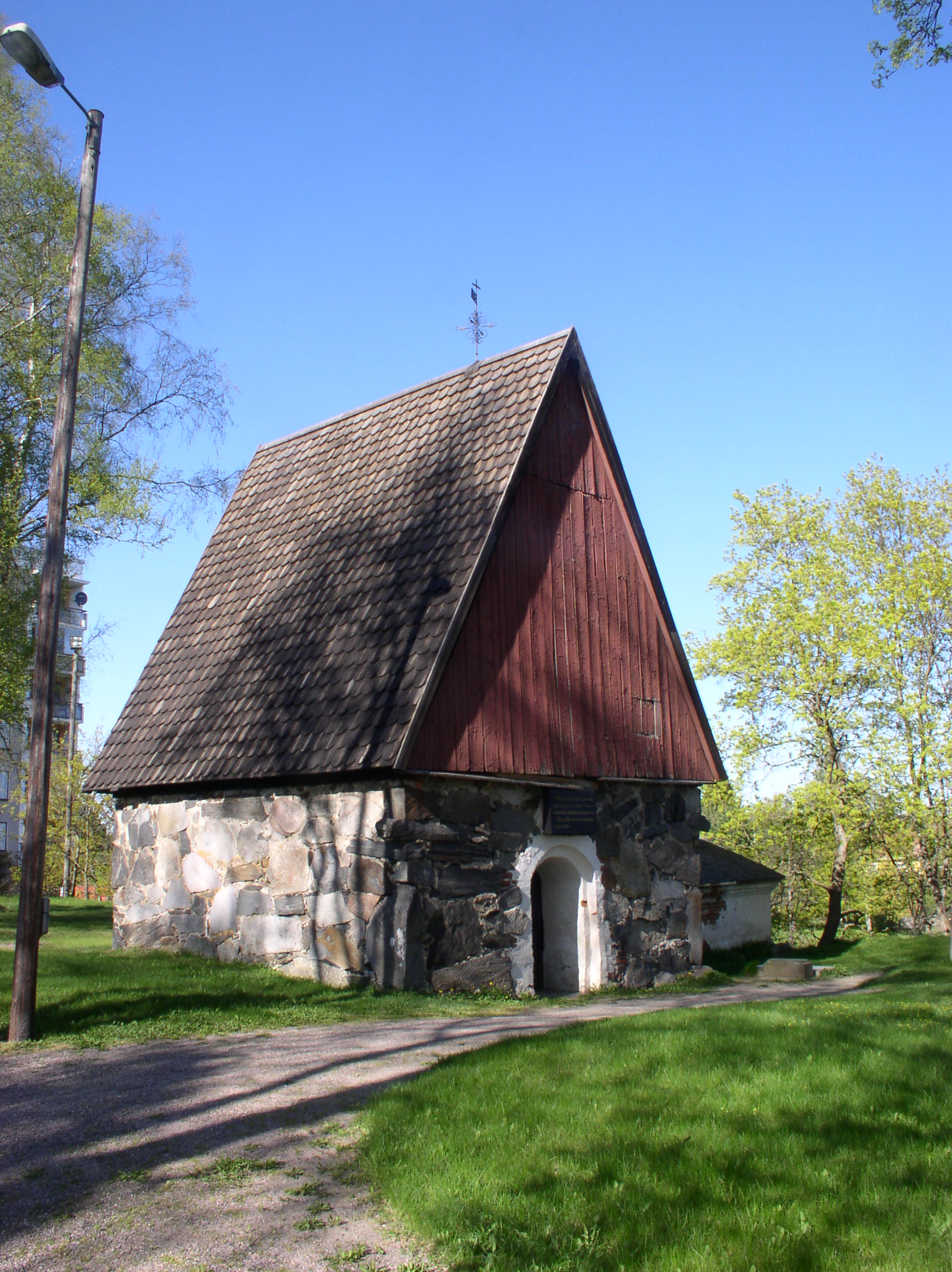
Die mittelalterliche Sakristei
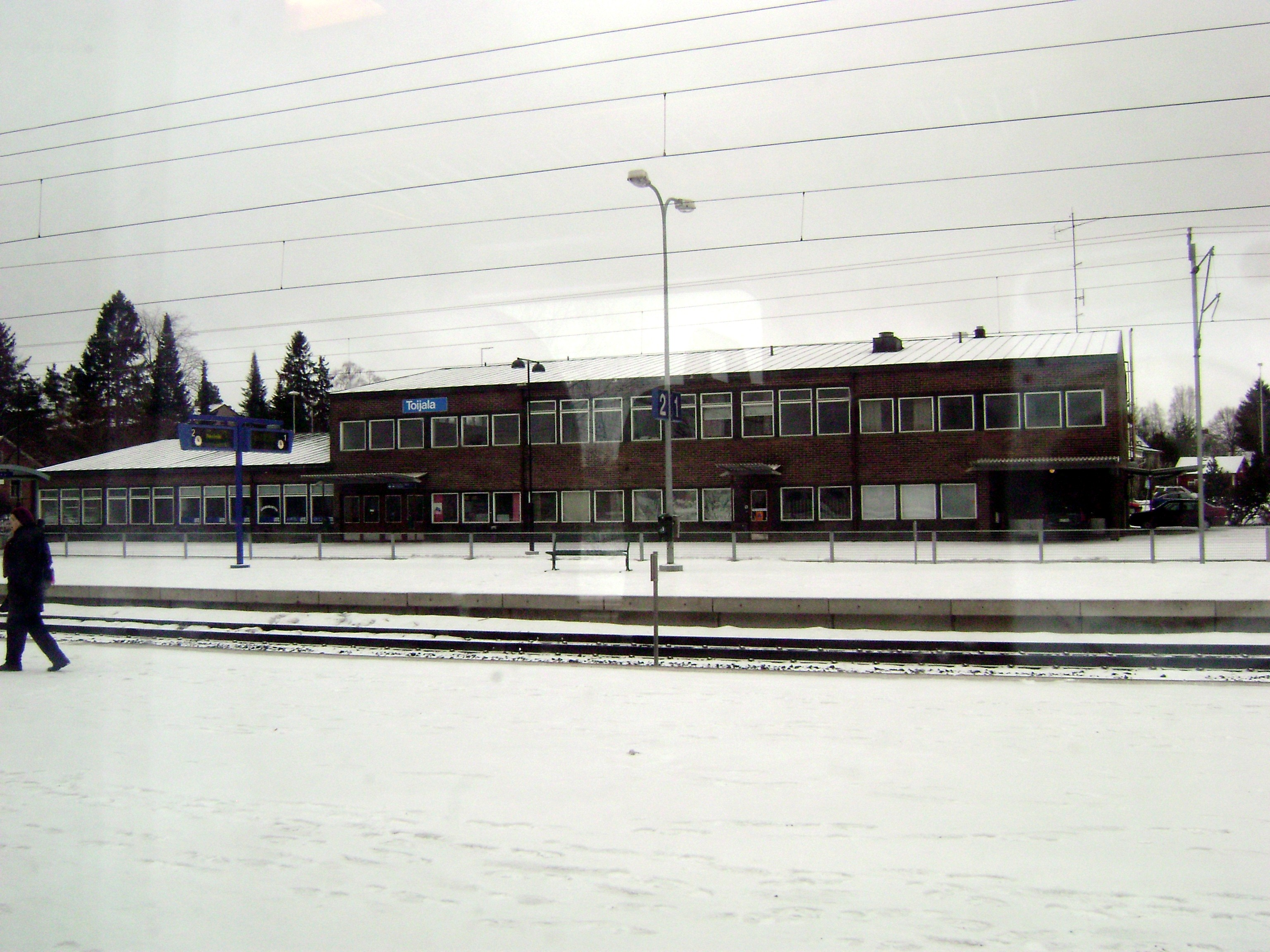
Bahnhof Toijala

## Persönlichkeiten
- Harri Säteri (* 1989), Eishockeytorwart